# Albringhausen (Bassum)
Albringhausen ist ein Ortsteil der Stadt Bassum. Er liegt im Landkreis Diepholz in Niedersachsen und hat rund 270 Einwohner. Der Ortsvorsteher von Albringhausen ist Jürgen Laschinski.

## Lage
Albringhausen liegt entlang der K 127 auf halber Strecke zwischen Bassum und Neubruchhausen, ungefähr 4 Kilometer südöstlich von der Stadtmitte entfernt. In unmittelbarer Umgebung der Ortschaft finden sich die Ortsteile Schorlingborstel, Eschenhausen und Hallstedt.
Zwischen Albringhausen und Bassum befindet sich ein großes Waldgebiet, der Lindschlag. Er beherbergt den Albringhauser Waldkindergarten.
Die nächsten Flüsse und Bäche sind die Hache in Neubruchhausen und der Klosterbach in Bassum.

## Verkehr
Albringhausen ist über die K 127 mit den anderen Ortsteilen der Gemeinde Bassum sowie dem Stadtzentrum verbunden.
In der Ortsmitte befindet sich eine Haltestelle der Linie 105 der BSAG. Weitere Haltestellen befinden sich noch etwas weiter außerhalb der Ortschaft.
Der nächste Bahnhof ist der Bahnhof in Bassum. Von dort fahren Züge Richtung Bremen, Bremerhaven und Osnabrück, wo es Anschlussmöglichkeiten gibt.
Der nächstgelegene Großflughafen ist der Flughafen in Bremen.

## Geschichte
Albringhausen wurde im Jahr 1068 zum ersten Mal urkundlich erwähnt. Zuerst war der Ort noch unter den Namen Adelberinghusen, Aladeshusen, Alberdinghusen und Albernhusen bekannt. Seit dieser Zeit befand er sich in oft wechselnden Herrschaftsbereichen.
Am 1. März 1974 wurde Albringhausen, sowie zahlreiche weitere Ortschaften in der Umgebung, in die Stadt Bassum eingegliedert. Seitdem regelt der Stadtrat in Bassum die politischen Geschicke der Ortsteile.

## Einwohnerentwicklung
| Jahr      | 1925 | 1933 | 1939 | 1975 | 1980 | 1985 | 1990 | 1995 | 1997 | 1998 | 1999 | 2015 | 2020 |
| --------- | ---- | ---- | ---- | ---- | ---- | ---- | ---- | ---- | ---- | ---- | ---- | ---- | ---- |
| Einwohner | 346  | 353  | 338  | 393  | 376  | 356  | 329  | 309  | 294  | 300  | 298  | 310  | 272  |

## Politik
| Ortschaft Albringhausen (seit 1974) | Ortschaft Albringhausen (seit 1974) | Ortschaft Albringhausen (seit 1974) | Ortschaft Albringhausen (seit 1974) |
| Amtszeit                            | Amtszeit                            | Name                                | Partei                              |
| ----------------------------------- | ----------------------------------- | ----------------------------------- | ----------------------------------- |
| 19. September 1974                  | 10. November 1991                   | Friedrich Schoof                    | CDU                                 |
| 11. November 1991                   | 15. November 2006                   | Erich Westermann                    | CDU                                 |
| 16. November 2006                   | heute                               | Jürgen Laschinski                   | Bürger-Block                        |

## Religion

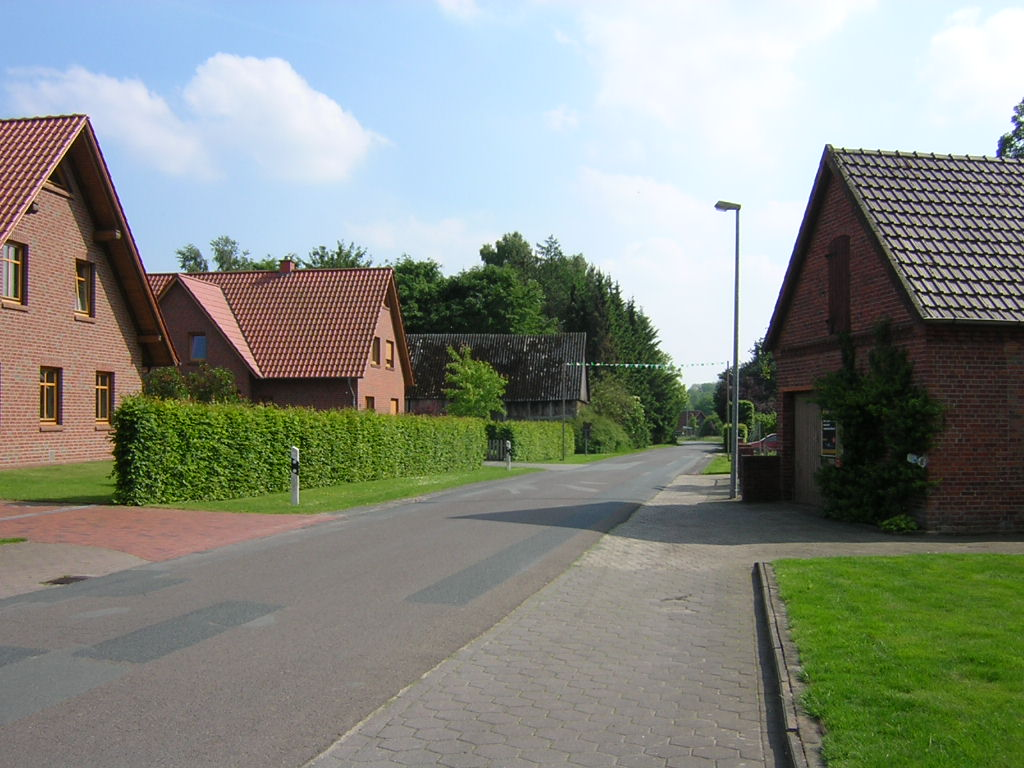
Albringhausen, im Hintergrund die Fahnen des Schützenfestes (2007)

Da Albringhausen keine eigene Kirche hat, ist die nächste evangelische Kirche die Stiftskirche in Bassum sowie die Dreifaltigkeitskirche in Neubruchhausen. Die nächste katholische Kirche ist die Kirche St. Ansgar in Bassum. In Bassum befindet sich ebenfalls eine neuapostolische Gemeinde.

## Kultur

### Freizeitmöglichkeiten
In Albringhausen gibt es zwei Reitvereine, eine Freiwillige Feuerwehr, einen Schützenverein, einen Spielmannszug, die Dorfjugend und einen der ersten Waldkindergärten Deutschlands. In Albringhausen sind viele Fahrradwege weitgehend ausgeschildert. Außerdem findet man in der Ortschaft auch einen Modellflugplatz.

### Sehenswürdigkeiten

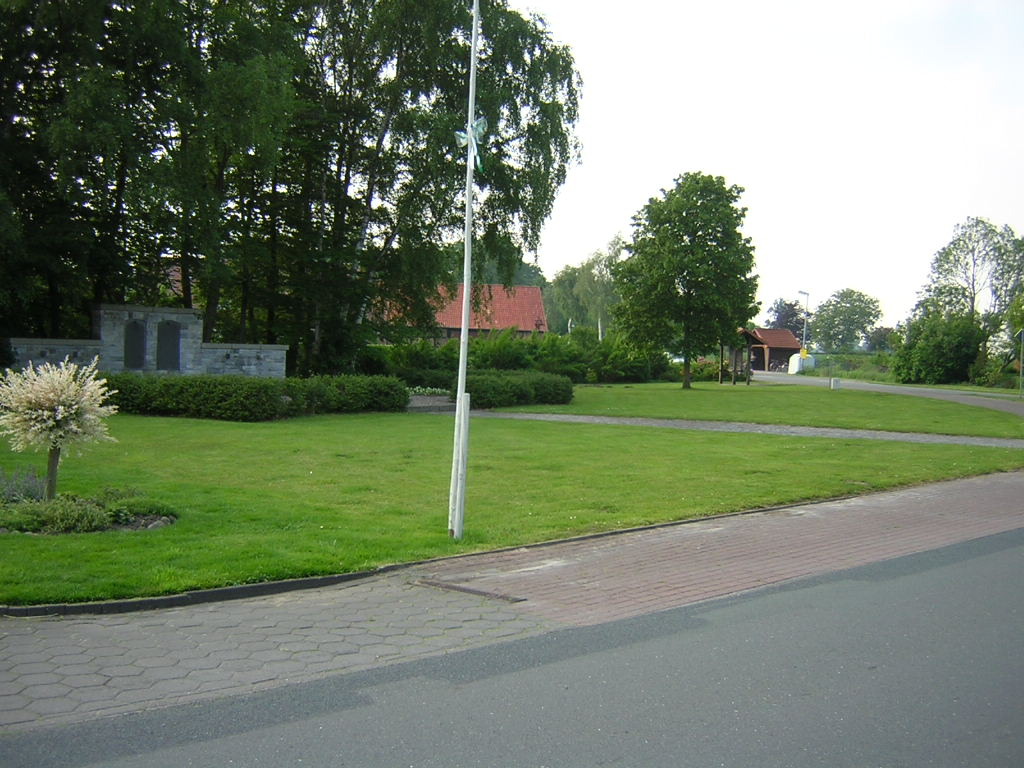
Das Denkmal von Albringhausen

In Albringhausen steht ein Kriegerdenkmal, das an die Toten aus Albringhausen und umliegenden Dörfern, die während der Weltkriege gefallen sind, erinnert.